# Slavíkov (okres Havlíčkův Brod)
Slavíkov (německy Slawikow) je obec v okrese Havlíčkův Brod v Kraji Vysočina. Žije zde 308 obyvatel.

## Historie
Slavíkov je starobylou osadou, vzdálenou asi 8 km severovýchodně od Chotěboře. První písemná zmínka o obci pochází z roku 1415, kdy patřila Václavu ze Slavíkova. Ve vsi stávala zemanská tvrz doložená k roku 1542. Na rodové tvrzi se Slavíkovci udrželi až do 17. století. Posledním z nich byl Jan František Dobřenský, který v roce 1642 ves koupil a připojil ji k bratčickému statku. Jeho syn Karel Ferdinand však ves v roce 1696 prodal včetně tvrze Marii Bukovské z Hustířova. V roce 1709 se stala ves součástí studeneckého panství. Z tvrze se nic nezachovalo a dnes ani nevíme, kde stála.
Obec Slavíkov v roce 2009 obdržela ocenění v soutěži Vesnice Vysočiny, konkrétně získala ocenění oranžová stuha, tj. ocenění za spolupráci obce a zemědělského subjektu.

## Znak obce
Slavíkov vlastní obecní pečeť patrně nikdy neměl. Návrh znaku vznikl tak, že autor spojil upravené erbovní znamení domácího rodu ze Slavíkova (původně dvě stříbrné, hlavami dolů obrácené, později také vodorovně položené ryby v modrém štítě) s motivem lipového trojlistu (připomínka památné slavíkovské lípy) a kvádrové zdi s cimbuřím v patě štítu (připomínka slavíkovské tvrze). Tyto motivy byly použity i pro návrh obecního praporu. Archivováno 28. 8. 2018 na Wayback Machine.
| Rok            | 1869 | 1880 | 1890 | 1900 | 1910 | 1921 | 1930 | 1950 | 1961 | 1970 | 1980 | 1991 | 2001 | 2011 |
| Počet obyvatel | 963  | 996  | 994  | 1002 | 984  | 914  | 849  | 645  | 645  | 539  | 469  | 340  | 310  | 333  |
| Počet domů     | 122  | 133  | 141  | 143  | 146  | 146  | 149  | 165  | 138  | 135  | 125  | 117  | 155  | 168  |

## Vybavenost
Ve Slavíkově byl vybudován dům s pečovatelskou službou.

## Části obce
- Slavíkov
- Dlouhý
- Dolní Vestec
- Horní Vestec
- Kocourov
- Rovný
- Štikov
- Zálesí